# Reggimento artiglieria di Boden
Il Reggimento artiglieria di Boden (in svedese Bodens artilleriregemente, sigla A 8) è un'unità di artiglieria dell'esercito svedese che ha operato in varie forme fra il 1919 e il 2004, per essere ricostituita nel 2022.

## Storia
Il reggimento venne formato il 10 settembre 1919 a partire dalla divisione in due del Reggimento artiglieria Boden-Karlsborg in due nuove unità distinte. A causa della riorganizzazione dell'esercito svedese in ottica di diminuzione dell'organico, il 30 giugno 2000 il reggimento cessò di operare come formazione indipendente e fu aggregato al Reggimento del Norrbotten come battaglione di addestramento, per poi essere definitivamente sciolto nel 2005. È stato ripristinato il 1 gennaio 2022 nell'ambito del potenziamento delle forze armate svedesi deciso dal governo.

## Struttura
- Comando di reggimento
- 81º Battaglione artiglieria
  -  810ª Compagnia comando e logistica
  -  811ª Compagnia artiglieria
  -  812ª Compagnia artiglieria
  -  813ª Compagnia artiglieria
  -  814ª Compagnia acquisizione obiettivi
- 82º Battaglione artiglieria
  -  820ª Compagnia comando e logistica
  -  821ª Compagnia artiglieria
  -  822ª Compagnia artiglieria
  -  823ª Compagnia artiglieria
  -  824ª Compagnia acquisizione obiettivi

## Comandanti
- Sixten Schmidt (1919-1922)
- Axel Lyström (1922-1926)
- Oscar Osterman (1926-1930)
- Axel Lagerfelt (1930-1925)
- Sune Bergelin (1935-1938)
- Folke Ericsson (1938-1942)
- Axel Philipson (1942-1946)
- Ivan Walter Thorson (1946-1951)
- Fredrik Hård af Segerstad (1951-1955)
- Sven Esaias Sandahl (1955-1959)
- Carl Gustaf Dahlberg (1959-1964)
- Olof Emil Fingal von Sydow (1964-1966)
- Karl-Gösta Lundmark (1966-1968)
- Bengt Liljestrand (1968-1969)
- Bertil Malgerud (1969-1973)
- Nils Landergren (1973-1975)
- Sven Skeppstedt (1975-1980)
- Reinhold Lahti (1980-1983)
- Thure Wadenholt (1983-1992)
- Göran Honkamaa (1992-1994)
- Jan Frank (1994-1997)
- Torsten Gerhardsson (1997-2000)
- Kennet Eriksson (2000-2002)
- Johnny Börjesson (2002-2004)
- Anders Callert (2004-2005)
- Magnus Ståhl (2022-in carica)